# Partido Popular Piast
Para el artículo sobre el partido político derivado del PSL, véase Partido Campesino Polaco.
El Partido Popular Polaco "Piast" (en polaco: Polskie Stronnictwo Ludowe "Piast") fue un partido político polaco establecido en la Segunda República Polaca. Abreviado también como PSL, tomó el nombre de la dinastía de los Piastas, En la actualidad, el partido ha desaparecido, aunque el Partido Campesino Polaco ha tomado el relevo del PSL desde su fundación en 1995, basándose en sus mismas ideologías políticas.

## PSL Piast
PSL Piast fue un importante partido político en la Segunda República Polaca. Fue creado en 1914 y tras la independencia de Polonia en 1918. Fue el principal partido político del país; entre 1922 y 1926, tres miembros del partido llegaron a proclamarse presidentes de la Segunda República: Gabriel Narutowicz (asesinado seis días después de haber llegado al cargo), Maciej Rataj (fue presidente de facto de Polonia entre la muerte de Narutowicz y el ascenso de su siguiente candidato) y Stanisław Wojciechowski.
En 1931 se disolvió el partido, para formar el Partido Popular Polaco. Sus principales políticos incluyen: Wincenty Witos, Maciej Rataj, Jan Dąbski y el primer presidente del PSL; Jakub Bojko, entre otros.

## El nuevo PSL
En 1990 se creó un nuevo partido político similar al Partido Popular "Piast", basado en el agrarismo y en la democracia cristiana, los mismos ideales del PSL. El actual presidente del partido es Władysław Kosiniak-Kamysz.

## Resultados electorales
|  | 4,17 % |

|  | 13,16 % |

|  | 6,71 % |

|  | 3,4 % |

a En coalición con el Partido Demócrata Cristiano Polaco (PSChD).